# Rome (Geòrgia)
Rome és una població dels Estats Units a l'estat de Geòrgia. Segons el cens del 2000 tenia 34.980 habitants.

## Demografia
Segons el cens del 2000, Rome tenia 34.980 habitants, 13.320 habitatges, i 8.431 famílies. La densitat de població era de 459,7 habitants/km².
Per edats la població es repartia de la següent manera: un 24,2% tenia menys de 18 anys, un 12,1% entre 18 i 24, un 27,7% entre 25 i 44, un 20,1% de 45 a 60 i un 15,9% 65 anys o més.
L'edat mediana era de 35 anys. Per cada 100 dones de 18 o més anys hi havia 86,2 homes.
Entorn del 15,3% de les famílies i el 20,3% de la població estaven per davall del llindar de pobresa.